# Hubertusbrunnen (München)
Der Hubertusbrunnen in München wurde 1903–1907 von Adolf von Hildebrand und Carl Sattler zu Ehren von Prinzregent Luitpold errichtet. Er stand bis 1937 am Bayerischen Nationalmuseum in der Prinzregentenstraße und steht seit 1954 am Nymphenburger Schlosskanal in der Waisenhausstraße. 

## Geschichte
Der Hubertusbrunnen befindet sich am östlichen Ende des Nymphenburger Kanals, nördlich des Grünwaldparks. Er wurde zwischen 1903 und 1907 nach einem Entwurf Adolf von Hildebrands mit Carl Sattler als überdachter Tempel ausgeführt und war dem Prinzregenten Luitpold gewidmet.
Im nicht zugänglichen Inneren des Tempels befindet sich ein rundliches Wasserbecken mit einer mittigen Hirschfigur. Das Dach krönt eine Figur des Heiligen Hubertus. Nach der Hubertuslegende trägt der im Brunnenhaus stehende Hirsch ein Kreuz zwischen dem Geweih.
Ursprünglicher Standort war der Platz vor dem Bayerischen Nationalmuseum an der Prinzregentenstraße, wo der Brunnen von 1903 bis 1907 errichtet worden war. Im Jahr 1921 kamen die Figuren in den Nischen dazu. 1937 wurde der Brunnen abgetragen, da er den NS-Plänen für eine breite Aufmarschstraße im Wege stand und sein Schöpfer Hildebrand jüdischer Abstammung war. 
Erst 1954 konnte der Hubertusbrunnen mit Unterstützung von Kronprinz Rupprecht von Bayern an seinem heutigen Standort wiedererrichtet werden. Zu Ehren der Stifter ließ der Verein zur Wiedererrichtung des Hubertusbrunnens e. V. dabei Tafeln im Innern des Tempels anbringen.

## Galerie

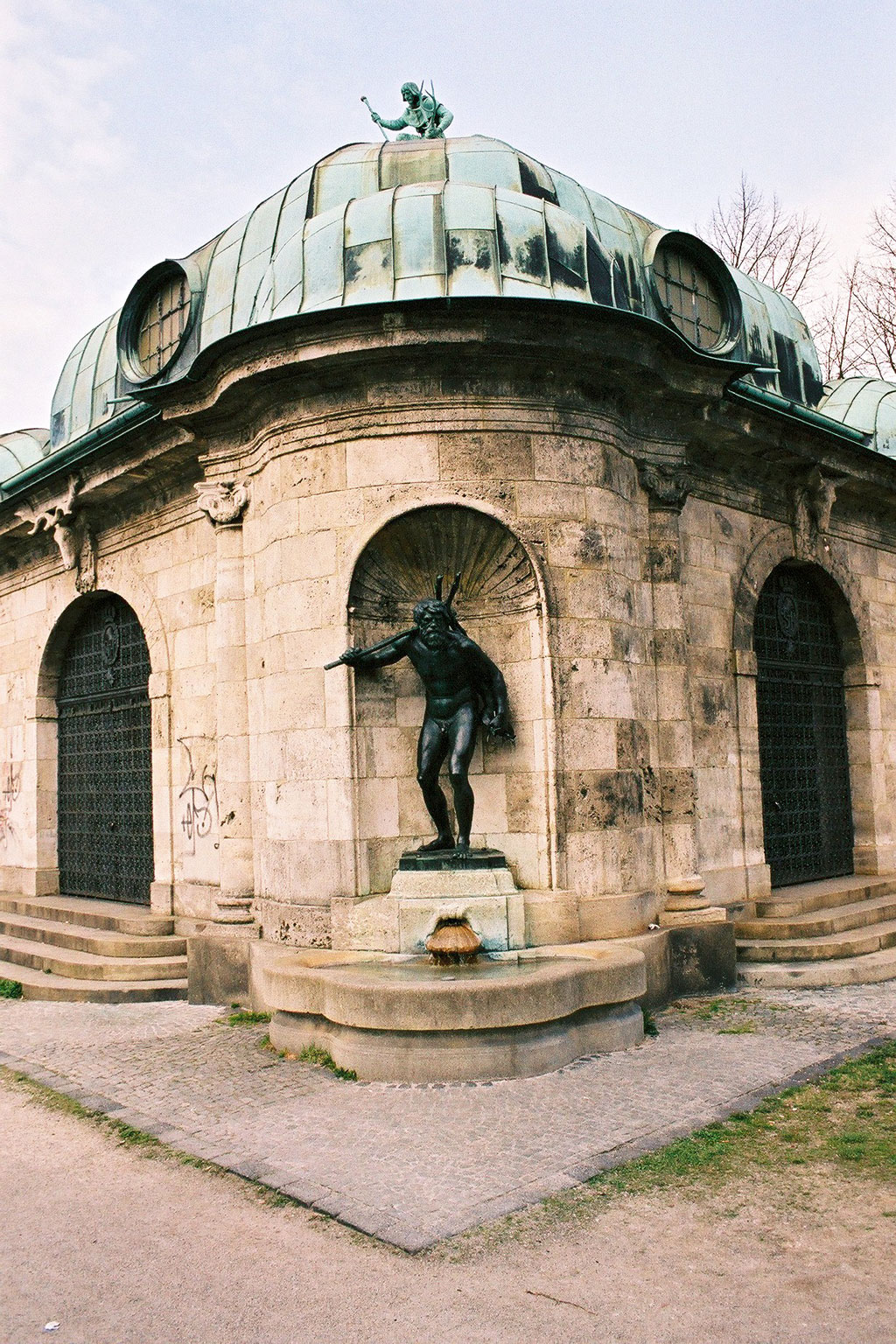
Südwestecke
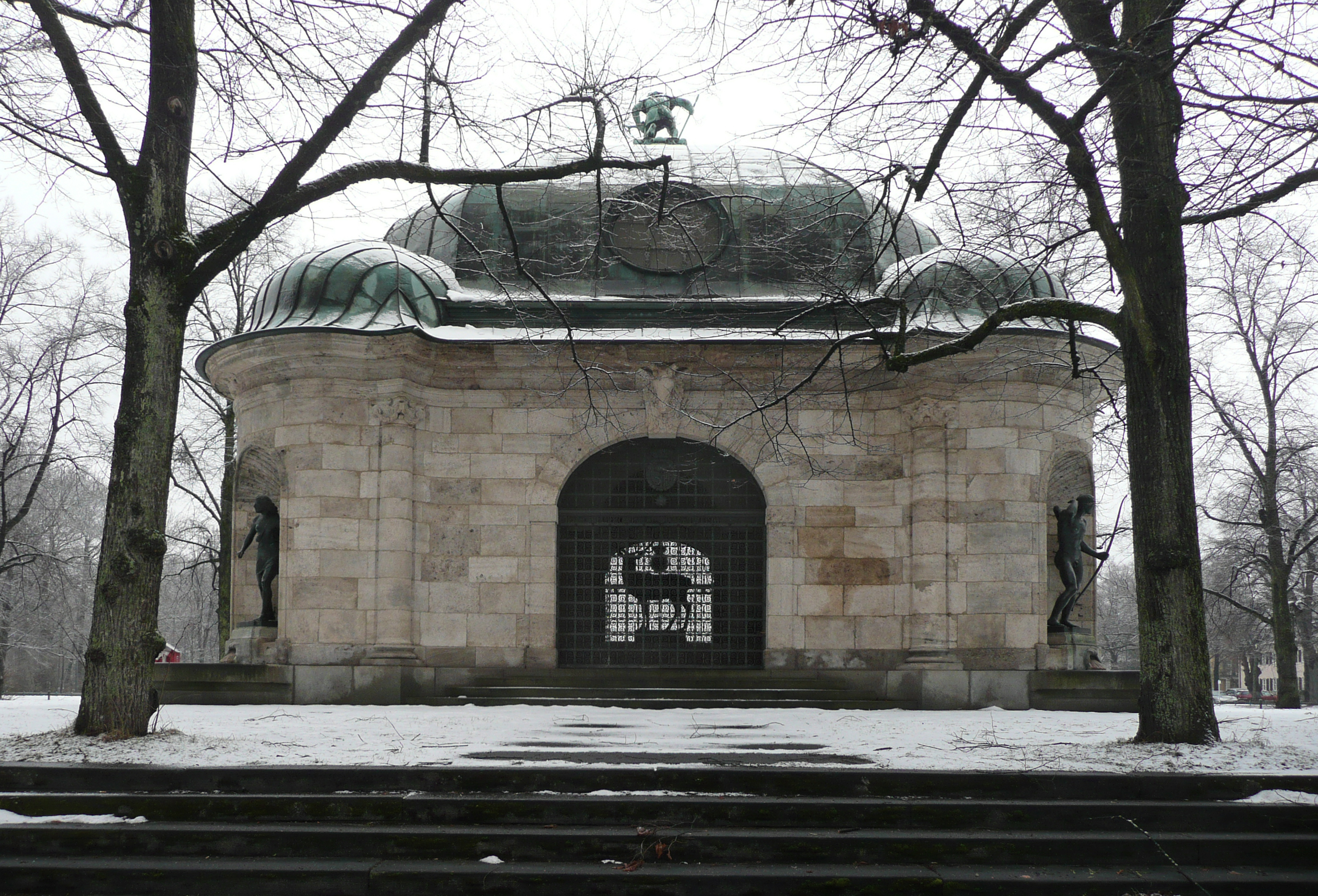
Ansicht von Osten
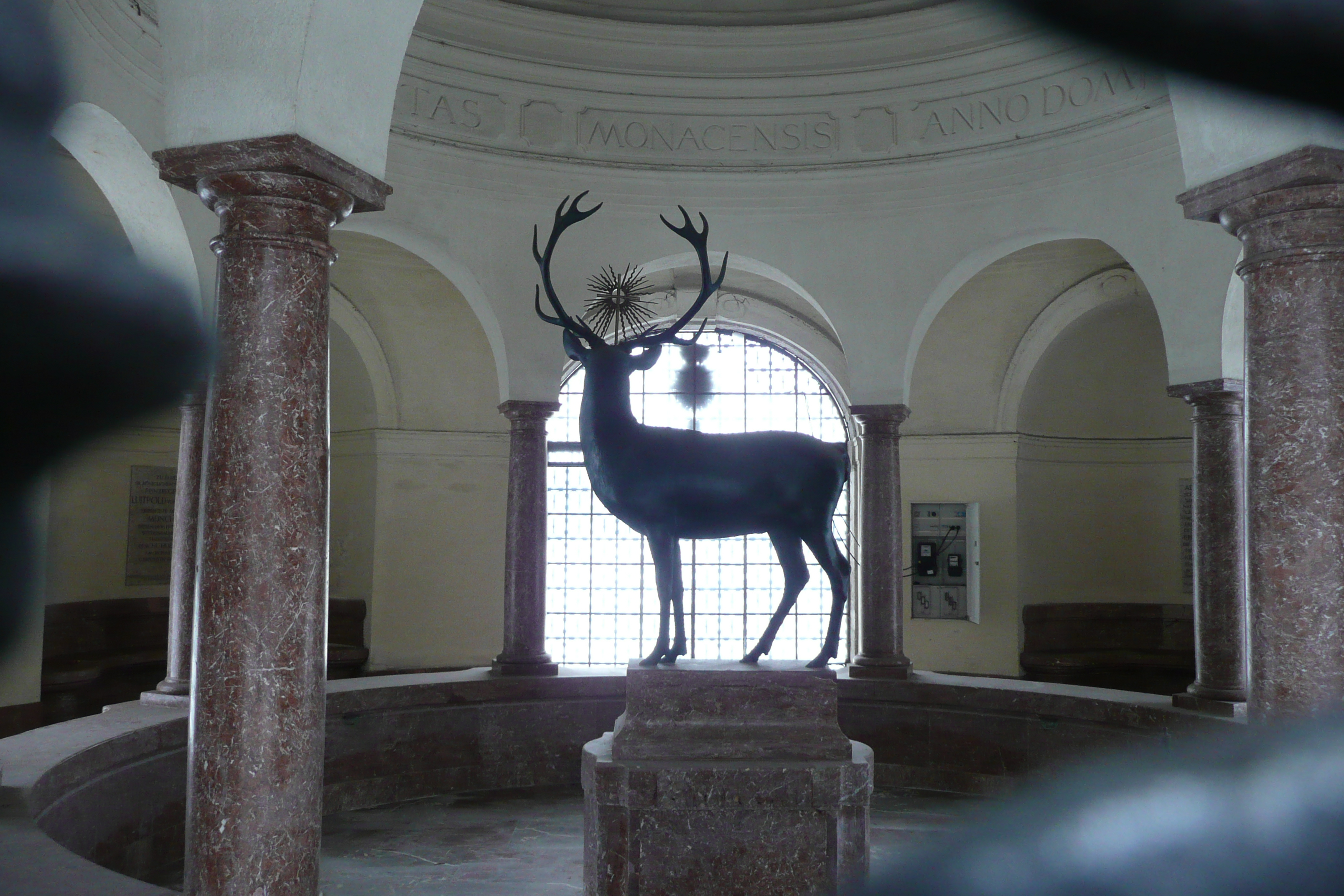
Innenansicht
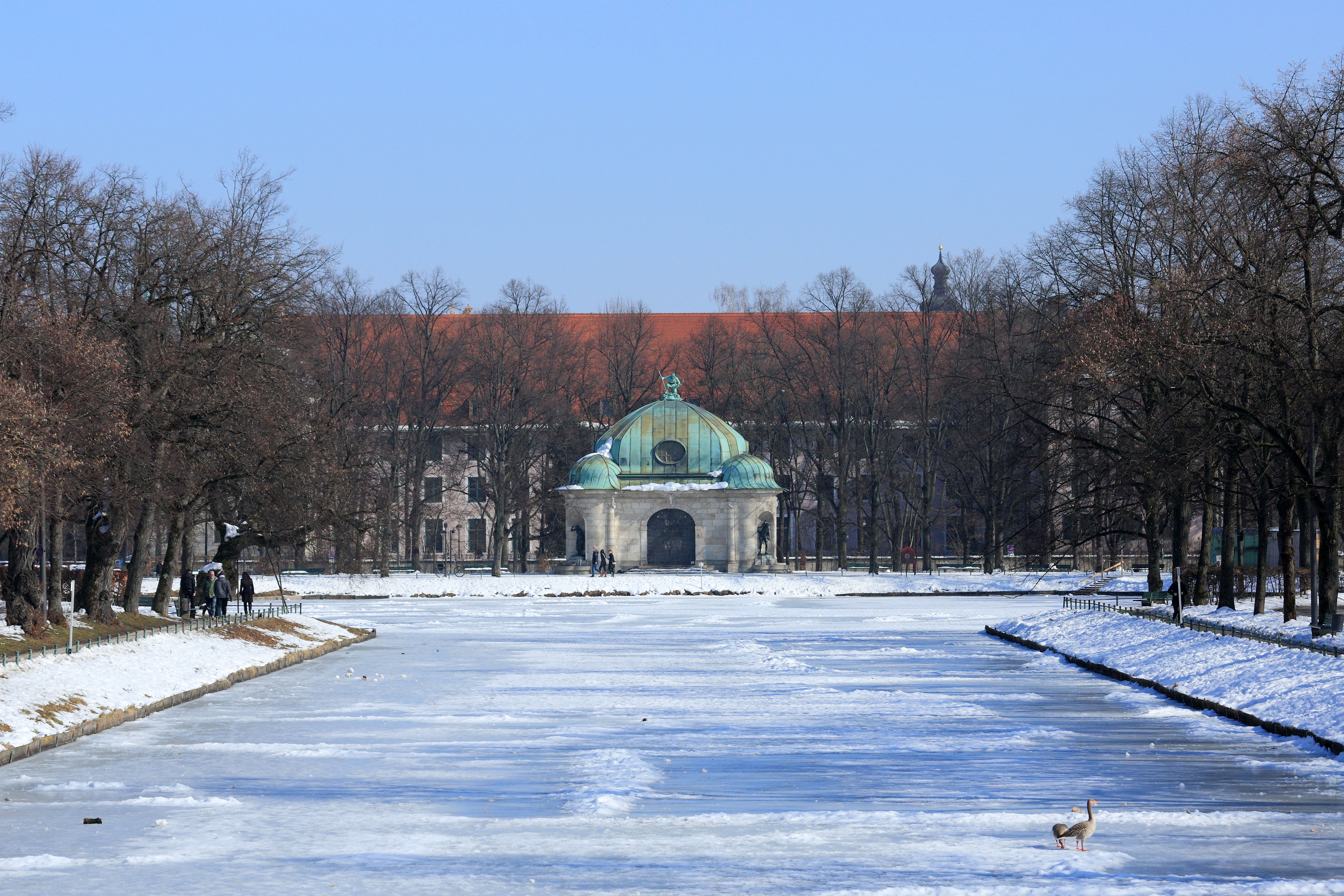
Im Winter
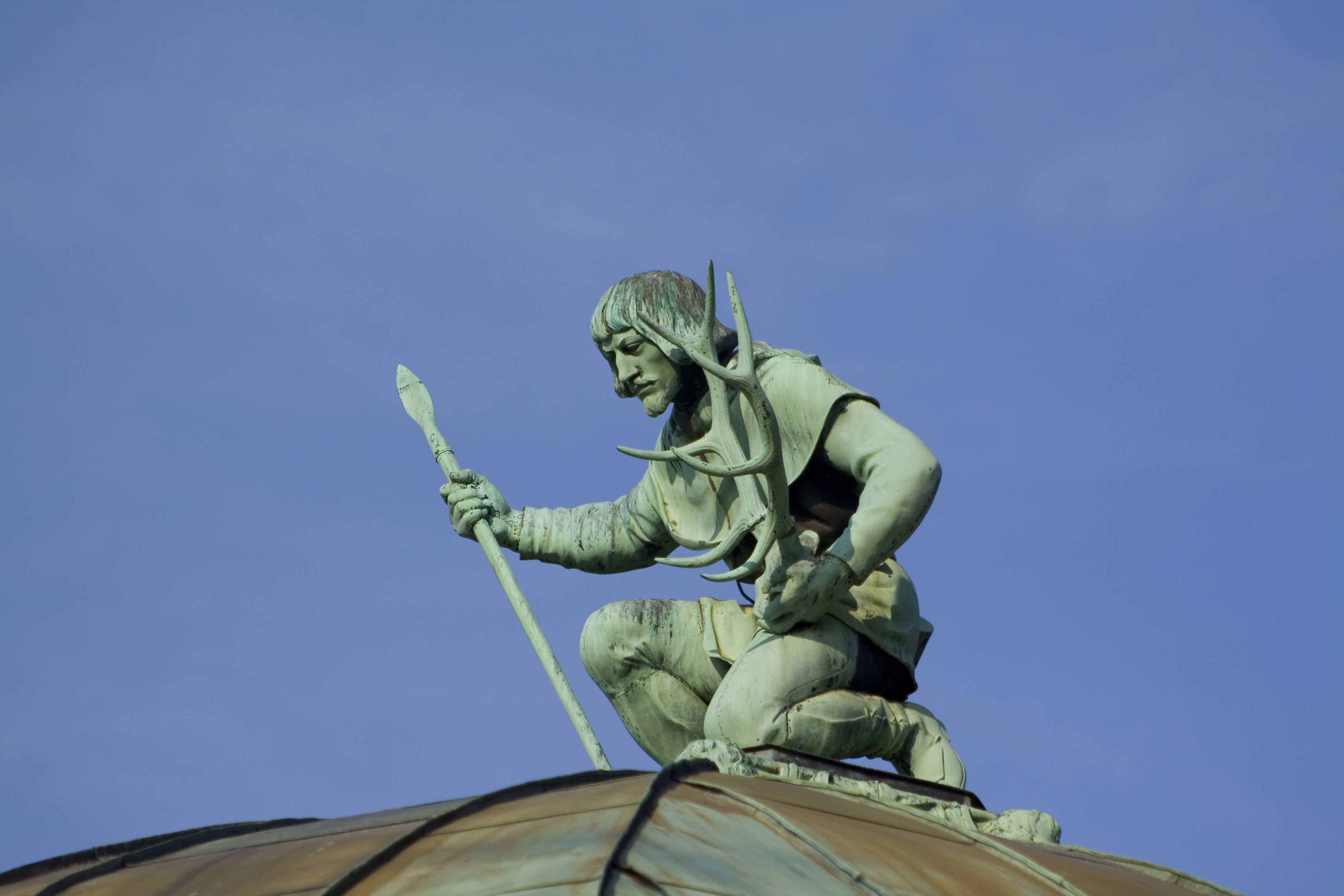
Hubertus-Statue auf dem Dach